# Sussex (Wisconsin)
Pour les articles homonymes, voir Sussex (homonymie).
Sussex est un village du comté de Waukesha, dans l'État du Wisconsin, aux États-Unis. En 2020, il comptait une population de 11 487 habitants.